# Hănțești (okręg Gałacz)
Hănțești – wieś w Rumunii, w okręgu Gałacz, w gminie Buciumeni. W 2011 roku liczyła 475 mieszkańców.